# Erythrina thyrsiflora
Erythrina thyrsiflora là một loài thực vật có hoa trong họ Đậu. Loài này được Gomez-Laur. & L.D.Gomez miêu tả khoa học đầu tiên.